# Tadeusz Galecki
Tadeusz Galecki, ros. Тадеуш Францевич Галецкий (ur. w 1890 w Lublinie, zm. 27 września 1938 w ZSRR) – rosyjski, a następnie radziecki wojskowy (major), instruktor lotniczy

## Życiorys
Służył w armii rosyjskiej. Od stycznia do marca 1914 r. przeszedł kurs motorowo-lotniczy w oddziale lotniczym oficerskiej szkoły lotniczej w Sankt Petersburgu. Brał udział w I wojnie światowej jako lotnik. W maju 1915 r. odkomenderowano go szkoły lotniczej w Gatczynie. Od lipca tego roku pełnił funkcję zastępcy instruktora lotniczego. W sierpniu otrzymał tytuł instruktora lotniczego. W listopadzie 1917 r. został mianowany chorążym wojsk inżynieryjnych. W 1918 r. wstąpił do wojsk Białych na Syberii adm. Aleksandra N. Kołczaka. Został instruktorem lotniczym w szkole lotniczej Armii Ludowej Komucza, a następnie szkole lotniczej w Kurganiu. W lutym 1919 r. trafił na front. W czerwcu tego roku awansował na podporucznika. Od końca września pełnił obowiązki dowódcy 2 Syberyjskiego Oddziału Lotniczego. W Omsku dostał się do niewoli bolszewickiej, po czym został wykładowcą kursów lotniczych kadry oficerskiej. Od 1920 r. był dowódcą jednego z pododdziałów szkoleniowych 1 zarajskiej szkoły letniej. Następnie został starszym inspektorem w zarządzie lotnictwa Stowarzyszenia Wsparcia Obrony, Budownictwa Lotniczego i Chemicznego. Doszedł do stopnia majora.
30 kwietnia 1938 r. został aresztowany przez NKWD. Po procesie skazano go na karę śmierci wykonaną przez rozstrzelanie 27 września tego roku.